# Карпенко, Елена Юрьевна
Елена Юрьевна Карпенко (укр. Олена Юріївна Карпенко; род. 18 июля 1967, Черновцы) — украинский филолог. Доктор филологических наук (2007); профессор (2011); руководитель научной школы «Одесская ономастическая школа»; действительный член Украинской ономастической комиссии Национальной академии наук Украины и Украинской ассоциации когнитивной лингвистики и поэтики, член международных научных ономастических организаций American Names Society и ICOS.

## Биография
Карпенко Елена Юрьевна родилась 18 июля 1967 года в Черновцах в семье заслуженного деятеля науки и техники Украины, члена-корреспондента Национальной академии наук Украины, академика Академии наук высшей школы Украины, доктора филологических наук, профессора Карпенко Юрия Александровича и Музы Викторовны, языковеда, кандидата филологических наук. В 1989 году окончила с отличием Одесский государственный университет им. И. И. Мечникова (ныне — Одесский национальный университет им. И. И. Мечникова), факультет романо-германской филологии по специальности английский язык и литература. Защитила кандидатскую диссертацию на тему «Коммуникативно-прагматический потенциал имен в научно-фантастическом тексте» в 1992 году в Одесском государственном университете имени И. И. Мечникова, а докторскую диссертацию — «Когнитивная ономастика как способ познания имен» в 2007 году в Киевском национальном университете им. Т. Г. Шевченко.
Учёное звание доцента кафедры лексикологии и стилистики получила в 1998 году. Учёное знание профессора кафедры грамматики английского языка получила в 2011 году. Проходила стажировку в Университете Сент-Эндрюс (Шотландия) в 1995 году.
С 1992 по 2008 годы работала преподавателем, старшим преподавателем, доцентом на кафедре лексикологии и стилистики английского языка. С 2008 года работает заведующей кафедрой грамматики английского языка. Имеет более 80 научных публикаций, в том числе научную монографию «Проблематика когнитивной ономастики» и учебное пособие с грифом МОН «Когнитивная ономастика».

## Научная деятельность
В круг научных интересов входит психолингвистика, структура ментального лексикона, фреймовая ономастика, когнитивная ономастика, трансформация онимов в языковой ментальности, вопросы литературной ономастики.
Профессор Карпенко преподаёт ряд теоретических и практических курсов: история английского языка, психолингвистика, когнитивная ономастика, ономастика в аспекте перевода, синтаксис современного английского языка, интерпретация художественных, публицистических и научных текстов. Разработала новое направление изучения имен — когнитивную ономастику.
Пионерами в формировании новых направлений украинской ономастики часто выступают представители Одесской ономастической школы, созданной Ю. А. Карпенко, который основал в Украине современную теоретическую ономастику, литературную ономастику как отдельное направление и системное изучение имен космических объектов. В этом контексте заметным событием начала XXI в. стал выход в свет монографии Елены Карпенко «Проблематика когнітивной ономастики» и защита ею докторской диссертации «Когнітивна ономастика як напрям пізнання власних назв». Обращение к обозначенной проблеме — смелое решение, потому что соответствующего опыта нет в славянской и европейской ономастиках, раскрытие сути и механизма семантической трансформации в мозге человека такого специфического класса слов, которыми являются имена, относится к сверхсложным научным задачам. Исследования проводились на материале нескольких языков (украинского, русского, английского и др.). Проведённое Е. Ю. Карпенко исследования без преувеличения можно назвать ориентиром для развития когнитивного направления в национальной и зарубежной ономастиках, ведь ей удалось на основе современных достижений поднять теоретическое и практическое достояние к осознанию его как важной части когнитивно-коммуникативной системы языка и аргументированно проанализировать актуальные проблемы когнитивной ономастики:
1. введение новой методологии концептуального анализа имен, которые выявляют значительную специфику в ментальном лексиконе;
2. выяснение когнитивной и текстовой роли онимов и особенностей приобретения ими статуса концептов;
3. определение соотношения между языковым символом и концептом, между собственным названием и апеллятивом;
4. анализ структуры реальных, виртуальных или сакральных ономастических фреймов: антропонимического, топонимического, теонимического, эргонимического и др.;
5. изучение взаимокогнитивних (концептуальных) и психолингвистических (типов ассоциаций).

Профессор Карпенко является членом специализированных учёных советов по защите кандидатских и докторских диссертаций в ОНУ им. И. И. Мечникова, Южноукраинском государственном педагогическом университете им. К. Д. Ушинського и Национальной академии наук Украины. С 2012 года Карпенко Е .Ю. назначена научным руководителем госбюджетной научно-исследовательской темы «Когнитивно-дискурсивная категоризация разноуровневых языковых и речевых явлений в синхронии и диахронии» (Гос. № 0113U002692, № 102, приказ по ОНУ № 3946 — 18 от 23.10.2012 г.).
С 2010 года является главным редактором профессионального сборника научных трудов «Записки з ономастики». Является членом редакции пяти профессиональных сборников: «Логос ономастики», «Записки з романо-германської філології», «Славянский сборник», «Научный вестник Южноукраинского государственного педагогического университета им. К. Д. Ушинского» и «Проблемы прикладной лингвистики».
Работала членом экспертной комиссии ВАК Украины. Является действительным членом Украинской ономастической комиссии Национальной академии наук Украины и Украинской ассоциации когнитивной лингвистики и поэтики, а также членом международных научных ономастических организаций American Names Society и ICOS.

## Труды
- Функції онімії у фантастичному творі: оповідання А. Бестера «Time Is the Traitor» / О. Ю. Карпенко // Записки з ономастики. — 2001. — Вип. 5. — С. 91-98.
- Символіка онімів-концептів / О. Ю. Карпенко // Вісник Черкаського університету. Серія : Філологічні науки. — 2003. — Вип. 46. — С. 10-16.
- Трансформація та заміна власних назв як концептуальна перебудова / О. Ю. Карпенко // Волинь-Житомирщина : іст.-філол. зб. з регіон. пробл. — 2003. — Вип. 10. — С. 154—161.
- Ментальна організація власних назв / О. Ю. Карпенко // Мовознавство. — 2004. — № 4. — С. 25-34.
- Роль власних назв у когнітивній обробці та переробці інформації / О. Ю. Карпенко // Восточноукраинский лингвистический сборник. — 2004. — Вып. 9. — С. 58-67.
- Об'єктивне й суб'єктивне в ментальному бутті онімів / О. Ю. Карпенко // Ономастики і апелятиви. — 2005. — Вип. 24. — С. 26-32.
- Пряме й образне осмислення онімів у асоціативному експерименті / О. Ю. Карпенко // Наукові записки Тернопільського державного університету. Серія : Мовознавство. — 2005. — Т. 1 (13). — С. 68-80.
- Структура і специфіка індивідуального теонімічного фрейму / О. Ю. Карпенко // Науковий вісник Херсонського державного педагогічного університету. Серія : Лінгвістика. — 2005. — Вип. 2. — С. 355—363.
- Асоціативне визначення семантичного наповнення онімічних концептів / О. Ю. Карпенко. — Горлівка ; Донецьк, 2005. — 17 с.
- Асоціативний словник — шлях до сутності власної назви / О. Ю. Карпенко // Logos onomastike. — 2006. — № 1. — С. 8-21.
- Проблематика когнітивної ономастики : монографія / О. Ю. Карпенко. — Одеса : Астропринт, 2006. — 325 с.
- Визначення наявності оніма у ментальному лексиконі / О. Ю. Карпенко // Наукові записки Тернопільського національного педагогічного університету. Серія : Мовознавство. — 2007. — Т. 1 (16). — С. 81-90.
- Структура індивідуального ергономічного фрейму / О. Ю. Карпенко // Записки з ономастики. — 2007. — Вип. 10. — С. 11-22.
- Організація індивідуального зоонімічного фрейму / О. Ю. Карпенко // Вісник Донецького університету. Серія Б : Гуманітарні науки. — 2008. — Вип. 1. — С. 55-59.
- Хрематонімічний фрейм та фантазії ономастів навколо нього / О. Ю. Карпенко // Studia slovakistica. — 2008. — Вип. 8. — С. 169—176.
- Фреймове групування космонімів / О. Ю. Карпенко // Studia slovakistica. — 2009. — Вип. 10 : Ономастика. Топоніміка. — С. 77-85.
- Когнітивна ономастика : навч. посіб. / О. Ю. Карпенко. — Одеса : Фенікс, 2010. — 158 с.
- Хрононімічна трансонімізація топонімів / О. Ю. Карпенко // Записки з романо-германської філології. — 2010. — Вип. 25. — С. 116—121.
- Інвективні сайтоніми / О. Ю. Карпенко, М. Ю. Карпенко // Науковий вісник Південноукраїнського державного педагогічного університету ім. К. Д. Ушинського. Серія : Педагогічні науки. Психологічні науки. Лінгвістичні науки. — 2011. — № 13 : Лінгвістичні науки. — С. 145—151.
- Stages of de-onymization process / Karpenko, E. // Записки з ономастики. — 2011. — № 14. — С. 90-96.
- Використання методів НЛП в ономастичних дослідженнях / О. Ю. Карпенко // Вісник Одеського національного університету. — 2013. — Т. 18, вип. 2(6) : Філологія. — С. 59-62.
- Проблеми сучасної ономастичної термінології / О. Ю. Карпенко, Н. М. Тхор, І. П. Попік // Слов’янський збірник. — 2014. — Вип. 18 : Пам`яті члена-кореспондента НАН України, доктора філологічних наук, профессора Ю. О. Карпенка (1929—2009) з нагоди його 85-річчя з дня його народження. — С. 29-34.
- Індивідуальний ергонімічний фрейм / О. Ю. Карпенко // Записки з романо-германської філології. — 2015. — Вип. 1 (34). — С. 53-59.
- Когнітивна ономастика / О. Ю. Карпенко // Інтегральна теорія англомовної комунікації : колективна монографія учнів : присвяч. Ірині Михайлівні Колегаєвій з нагоди 65-річчя від дня народження. — Одеса : Одеська міська друкарня (КП ОМД), 2015. — С. 13-64.